# Jatropha rumicifolia
Jatropha rumicifolia är en törelväxtart som beskrevs av Francisco Javier Fernández Casas. Jatropha rumicifolia ingår i släktet Jatropha och familjen törelväxter.
Artens utbredningsområde är Peru. Inga underarter finns listade i Catalogue of Life.